# پوئرتو پلاتا (شهر)
پوئرتو پلاتا (به لاتین: Puerto Plata) یک شهر در جمهوری دومینیکن است که در سانتو دومینگو واقع شده‌است.

## خصوصیات
پوئرتو پلاتا ۵۰۹٫۰۱ کیلومترمربع مساحت و ۲۸۶٬۵۵۸ نفر جمعیت دارد و ۸ متر بالاتر از سطح دریا واقع شده‌است.

## خواهرخوانده
شهر روچستر، نیویورک خواهرخواندهٔ پوئرتو پلاتا (شهر) هست.